# Matt Heafy
Matthew Kiichi Heafy (Iwakuni, 26 de enero de 1986) es un músico estadounidense-japonés, más conocido por ser el vocalista y guitarrista rítmico de la banda de Metalcore estadounidense Trivium y líder del proyecto de Black Metal Ibaraki. También como fue vocalista y guitarrista de la banda de death metal técnico Capharnaum, formada por el productor de los primeros álbumes de Trivium, Jason Suecof. Matt Heafy tiene un registro vocal de barítono. Se unió a la banda cuando sus actuales compañeros le vieron en un show de talentos en Florida versionando "Self Esteem" de la banda The Offspring.

## Biografía
Matt Heafy es hijo de padre irlandés estadounidense y madre japonesa. Como se ha comentado en una entrevista, nació en la ciudad de Iwakuni, Japón, y un año después se mudó con sus padres a Orlando, donde actualmente vive.
Comenzó a tocar la guitarra a los 11 años, pero no fue a partir de los 12 cuando empezó a practicar con mayor eficacia y constancia, influenciado por bandas como Iron Maiden, Metallica, Megadeth, Slayer, Pantera y Machine Head, la primera banda de heavy metal que vio en directo cuando era niño. Tiene también conocimientos de saxofón, instrumento que tocó antes de interesarse por la guitarra.
Matt Heafy asistió a Lake Brantley High School. Terminó su último año de secundaria mientras estaba de gira por Europa, recibiendo su diploma en el 2004. Actualmente toca con una guitarra Epiphone de 7 cuerdas hecha a pedido. Usó guitarras de 6 cuerdas en los 2 primeros discos de Trivium, en el disco Ember to Inferno tocó con la afinación estándar y la afinación Drop D, mientras que en Ascendancy utilizó solamente la afinación Drop D. En el tercer disco de la banda, The Crusade, regresó a la afinación estándar e interpretó algunas canciones con su guitarra de 7 cuerdas. En el siguiente disco,  Shogun, usó guitarras de 7 cuerdas en casi todas las canciones del álbum, en solo 2 utilizó guitarras de 6 cuerdas. Para el quinto álbum de estudio, In Waves, Matt Heafy volvió a tocar con guitarras de 6 cuerdas únicamente pero en la afinación Drop C#, afinación parecida a la usada en el disco Ascendancy.
Matt Heafy no conoce sobre la teoría musical, ya que es auto-didacta. Sin embargo, sí sabe leer partituras de saxofón. "Auto-didacta por bastante tiempo, tomé lecciones quizás por dos o tres años, pero no sé nada sobre la teoría musical para guitarra. Sé para saxofón pero no me ayuda para la guitarra".
En su faceta compositora cabe destacar que es el autor de todas las letras y música del álbum Ember to Inferno y de la mayor parte de Ascendancy, sólo exceptuando The Crusade como el trabajo discográfico en el que las composiciones se distribuyen casi equitativamente entre todos los miembros de la banda.
En 2005 fue elegido como uno de los cuatro capitanes para la creación del álbum de Roadrunner United llamado The All-Star Sessions con motivo del 25 aniversario del sello discográfico Roadrunner Records.

### Curiosidades y vida personal
El 1 de enero de 2010, Heafy se casó con Ashley Howard. La boda fue presenciada por sus amigos más cercanos y la familia. Tuvo un bulldog francés como mascota, su nombre es Miyuki.
Tiene ambos brazos completamente tatuados con diseños tradicionales Japoneses. Sus tatuajes fueron hechos en Tattoo City, la tienda de tatuajes de Ed Hardy en San Francisco. También tiene expansiones en los lóbulos de las orejas. 
Se cortó el cabello para donarlo a una organización llamada "Locks of Love", la cual hace pelucas con cabello real para niños que por diversas razones pierden su pelo.
Considera a James Hetfield como una de sus figuras más inspiradoras, en una entrevista dijo que "él toca la guitarra como un hombre." 
Practica yoga y dice que se ejercita mucho. Además, no convive mucho con las bandas que los acompañan cuando se encuentra de gira, porque no puede darse el lujo de tomar alcohol, ya que cuida mucho su voz y su salud para siempre dar conciertos de calidad.
Tiene una gran pasión por la gastronomía de todo el mundo, en varias entrevistas ha dicho que le gusta probar la comida típica de todos los lugares que visita estando de gira y luego escribir acerca de ello en su blog culinario kiichichaos.com; su comida favorita es la japonesa, pero también ha menciona que ama la comida de Brasil, México, Colombia, Alemania, Turquía y Ecuador. Ha mencionado en varias ocasiones que de no ser músico, le hubiera encantado ser un chef.
Dice que sus lugares favoritos para tocar son aquellos en los que el público canta hasta las partes de la guitarra, entre ellos, algunos países de Latinoamérica. Esta opinión también la comparte Dave Mustaine de Megadeth.

### Ibaraki
En uno de sus conciertos acústicos Matt reveló que tiene planes de realizar un proyecto paralelo de black metal, ya que siempre ha expresado su afición por ese género. También confirmó que estuvo trabajando en varias demos y que el grupo se llamaría Mrityu, pero al final decidió por cambiar el nombre a Ibaraki. Matt tuvo la oportunidad de conocer y entablar una amistad con Ihsahn, un músico conocido por su trabajo en Emperor.Mismo con quién contó para la creación del álbum debut Rashomon, además de algunos integrantes de Trivium, así como de Nergal de la banda Behemoth y una colaboración especial de Gerard Way de My Chemical Romance. El álbum ha tenido buena aceptación por la crítica del mundo del metal dejando buen sabor de boca

### Tomorrow Is Monday
Matt Heafy experimentó con la música post-hardcore, y creó una banda ficticia llamada Tomorrow Is Monday. Publicaron una sola canción llamada "Head on Collision with a Rosebush Catching Fire" en el 2008. Según una entrevista realizada a Matt por Rock Sound, dijo que escribió, grabó y editó la canción en una hora.

### Otras apariciones
En el año 2006, Matt reemplazó a Jonathan Davis, vocalista de la banda Korn, en una presentación del grupo en el Download Festival cantando una sola canción debido a que Davis estaba enfermo.
En el año 2007, Matt hizo un cameo junto al exbaterista de Trivium, Travis Smith, en un vídeo de la canción Aesthetics of Hate  de la banda Machine Head.
Matt Heafy, junto con otros músicos relacionados con el heavy metal, hizo una aparición especial en el vídeo de la canción All I Want del conjunto A Day to Remember estrenado el 7 de enero de 2011.

### Influencias musicales
Matt menciona que los principales músicos que lo influenciaron fueron James Hetfield, John Petrucci, Yngwie Malmsteen y muchos otros más. Su estilo fue influenciado mayormente por bandas como Metallica, Iron Maiden, Megadeth, Slayer, Pantera, Dream Theater, Judas Priest, Black Sabbath, Poison the Well y posteriormente por In Flames, Children of Bodom, Arch Enemy, Dark Tranquillity, Opeth, Emperor, Bathory, Mayhem, Fear Factory, Dissection, Venom, Dark Funeral, Burzum & Anorexia Nervosa.

## Discografía

### Trivium
- Trivium (EP, 2003)
- Ember to Inferno (2003)
- Ascendancy (2005)
- The Crusade (2006)
- Shogun (2008)
- In Waves (2011)
- Vengeance Falls (2013)
- Silence in the Snow (2015)
- The Sin and the Sentence  (2017)
- What the Dead Men Say  (2020)
- In the Court of the Dragon (2021)

### Ibaraki
- Rashomon (2022)

### Capharnaum
- Fractured (2004)

### Otros
- Roadrunner United (2005)
- Master of Puppets: Remasterizado (2006)
- Head on Collision with a Rosebush Catching Fire (2008)

## Equipo

### Actualmente
En la grabación del quinto álbum de Trivium, In Waves, Matt utilizó un cabezal Peavey 5150 con un pedal Maxon 808, junto con una Gibson Les Paul Custom.
En vivo, tanto él, como Corey Beaulieu están usando el procesador Kemper Rack y cabezales EVH 5150 III. 
En enero de 2013, Epiphone presentó las nuevas guitarras signature Matt Kiichi Heafy Les Paul Custom de seis y siete cuerdas. Ambas están inspiradas en la primera Gibson Les Paul Custom que su padre le compró cuando tenía 12 años; la misma guitarra con la que grabó la mayoría de los álbumes de Trivium. Epiphone tomó todas las dimensiones y configuraciones de aquella Les Paul y le agregaron una serie de especificaciones elegidas por el propio Matt, incluyendo las pastillas EMG 81/85 y un talón Axcess (para lograr un agarre más fácil en los trastes más altos).

### Guitarras
- Epiphone MKH Les Paul Custom 6 strings
- Epiphone MKH Les Paul Custom 7 strings
- Gibson Les Paul Custom ebony, (Fue la primera guitarra de Matt Heafy y a la fecha aún es utilizada en vivo)
- Gibson Les Paul Supreme (Alpine White)
- Gibson Les Paul Custom Silverburst
- Gibson Les Paul Custom White
- Gibson Les Paul Custom '68 Black
- Gibson Explorer White
- Gibson Explorer White 7 strings (Presentada en julio de 2009 a través de Twitter y utilizada actualmente en vivo)
- Gibson SJ-300 Rosewood Acoustic
- Dean Dimebag Tribute Rust Razorback
- Dean Dime-O-Flame
- Dean Custom White Razorback (Con esta grabó todas las canciones con 7 cuerdas de Shogun de acuerdo a lo que Él mismo indica en el DVD Making Of Shogun)
- Dean Exótica Acústica
- Dean Trans Black ML
- Ernie Ball/Music Man John Petrucci 7 cuerdas
- Dean MKH

### Amplificadores
- Peavey XXX (Usado para grabar Ember to Inferno)
- Peavey 6505+ (Usado para grabar algunas partes de las canciones de Shogun y para las presentaciones del 2008)
- Peavey Vypyr series (Fue el amplificador que se usó principalmente para grabar Shogun)
- Marshall JVM210H (Es el que ha estado usando en las presentaciones del 2009)
- Marshall JCM2000 DSL 50 Heads (Con éstos grabó The Crusade)
- Marshall JCM2000 DSL Heads
- Marshall JCM900A&B V Cabs
- Marshall JCM900BV Cabs

### Pedales y efectos
- MXR Smart Gate Noisegate Pedal
- MXR GT-OD (Utilizado para moldear el tono en las grabaciones de Shogun y aún utilizado en vivo)
- Ibanez TS-9 (Utilizado en la era Ascendancy)
- Maxon OD-9 Pedal
- Maxon OD-808 Pedal (no longer used)
- Decimator Noise Reducer
- Korg Tuners
- Digitech FX